# لیو یوچن
لیو یوچن (انگلیسی: Liu Yuchen؛ زادهٔ ۲۵ ژوئیهٔ ۱۹۹۵) بدمینتون‌باز اهل چین است.